# Halirages caecus
Halirages caecus is een vlokreeftensoort uit de familie van de Calliopiidae. De wetenschappelijke naam van de soort is voor het eerst geldig gepubliceerd in 1980 door Kamenskaya.